# Fédération régionaliste verte sociale
Fédération régionaliste verte sociale (en espagnol : Federación Regionalista Verde Social, abrégé en FREVS ou FRVS) est un parti politique chilien régionaliste et écologiste fondé le 24 janvier 2017 par l'union de quatre anciens partis régionaux.

## Historique
Les premiers antécédents historiques d'une possibilité de fusion des partis régionaux remonte à juin 2015, lorsque le député et futur ministre de l'Agriculture Esteban Valenzuela, lors de la fondation du Mouvement indépendant régionaliste agraire et social (es) (MIRAS), il appelle à la formation d'une « fédération » des partis verts et régionalistes.
En février 2016, la création d'une première tentative de fédération est annoncée, regroupant le parti MIRAS (es), Parti libéral (es) et Somos Aysén (es), afin de se présenter aux élections municipales de 2016. Cependant, les deux premiers se mettent d'accord sur une liste, sans Somos Aysén.
En janvier 2017, quatre partis régionaux et régionalistes, c'est-à-dire le Front régional et populaire (es), Force régionale verte du Nord (es), Mouvement indépendant régionaliste agraire et social (es) et Somos Aysén (es) annoncent la création de la Fédération régionaliste verte sociale.
Le 24 janvier 2017, la fondation de la fédération est officiellement actée, son symbole se compose de cinq mains de couleur rouge, orange, jaune, verte et bleue qui forment un cercle et une étoile.
Le 2 août 2017, la présidence du parti a convenu de former une liste commune de candidats aux élections législatives de 2017 avec les partis « País (es) » et « Democracia Regional Patagónica (es) (DRP) ». Néanmoins, le País finira par décliner cette proposition, DRP et FRVES vont créer la Coalition régionaliste verte (es), et obtiennent 4 députés élus.
En 2019, la Fédération régionaliste fait une alliance avec le Parti communiste du Chili (PCCh) et le Parti progressiste (es) pour former la coalition de l'Unidad para el Cambio (es). En 2021, la coalition se renomme Chili Digne (es) (Chile Digno) à la suite du départ du Parti progresse et accueille de nombreux petit partis de gauche.
Le 19 juin 2021, la Fédération régionaliste suspend sa participation à la coalition de Chile Digno et retire son soutien au Parti communiste et Daniel Jadue, ayant échoué à établir des alliances pour les élections parlementaires de 2021 et l'impossibilité de participer au programme du candidat communiste. Finalement, ils parviennent à se remettre d'accord.
Lors de la primaire présidentielle d'Approbation dignité, le parti soutient Daniel Jadue face à Gabriel Boric. À l'issue du vote, le parti déclare son soutien à la candidature du vainqueur Gabriel Boric.
À la suite de la victoire de Gabriel Boric au second tour de l'élection présidentielle, le parti est membre de la coalition gouvernementale et obtient le portefeuille de l'Agriculture.

## Présidence
La présidence du parti est composée de 5 personnes.
- Président : Jaime Mulet (es)
- Secrétaire générale : Marta Molina Ávila
- Vice-président : Esteban Valenzuela
- Second Vice-président : Jonathan Hechenleitner Riffo
- Troisième Vice-président : César Suárez García

## Membres élus

### Députés
| Nom | Nom | Nom                      | Région      |
| --- | --- | ------------------------ | ----------- |
|     |     | Jaime Mulet (es)         | Atacama     |
|     |     | Esteban Velásquez        | Antofagasta |
|     |     | Alejandra Sepúlveda (es) | O'Higgins   |

### Constituants (Assemblée 2021)
| Nom | Nom | Nom                            | District      |
| --- | --- | ------------------------------ | ------------- |
|     |     | Hernán Velásquez (en)          | District n°3  |
|     |     | Nicolás Núñez Gangas (en)      | District n°16 |
|     |     | Roberto Celedón Fernández (es) | District n°17 |
|     |     | Paola Grandón (en)             | District n°17 |

## Résultats électoraux

### Élections présidentielle
| Année | Candidat      | Premier tour | Premier tour | Premier tour | Second tour | Second tour | Second tour |
| Année | Candidat      | Voix         | %            | Rang         | Voix        | %           | Rang        |
| ----- | ------------- | ------------ | ------------ | ------------ | ----------- | ----------- | ----------- |
| 2021  | Gabriel Boric | 1 815 024    | 25,82        | 2e           | 4 620 890   | 55,87       | Vainqueur   |

### Élections parlementaires
| Élection | Députés | Députés    | Députés | Sénateurs | Sénateurs  | Sénateurs |
| Élection | Votes   | % de votes | Sièges  | Votes     | % de votes | Sièges    |
| -------- | ------- | ---------- | ------- | --------- | ---------- | --------- |
| 2017     | 94 666  | 1,58       | 4 / 155 | 2 397     | 0,14       | 0 / 43    |
| 2021     | 107 747 | 1,70       | 2 / 155 | 188 308   | 4,04       | 2 / 43    |

### Élections municipales
| Élection | Maires | Maires     | Maires  | Conseillers | Conseillers | Conseillers |
| Élection | Votes  | % de votes | Sièges  | Votes       | % de votes  | Sièges      |
| -------- | ------ | ---------- | ------- | ----------- | ----------- | ----------- |
| 2021     | 25 210 | 0,40       | 1 / 345 | 199 366     | 3,28        | 49 / 2240   |

### Élections constituantes
| Année | Voix      | %     | Rang | Sièges  | +/-    |
| ----- | --------- | ----- | ---- | ------- | ------ |
| 2021  | 1 070 361 | 18,74 | 2e   | 4 / 155 | Stable |